# Henriette Grassmann
Henriette Grassmann es una deportista alemana que compitió en acuatlón. Ganó una medalla de plata en el Campeonato Europeo de Acuatlón de 2011.

## Palmarés internacional
| Campeonato Europeo | Campeonato Europeo | Campeonato Europeo | Campeonato Europeo |
| Año                | Lugar              | Medalla            | Prueba             |
| ------------------ | ------------------ | ------------------ | ------------------ |
| 2011               | Colonia (Alemania) | Medalla de plata   | Individual         |